# 3043 Сан Дијего
3043 Сан Дијего (енгл. 3043 San Diego) је астероид чија средња удаљеност од Сунца износи 1,926 астрономских јединица (АЈ).
Апсолутна магнитуда астероида је 13,6.